# 181丁目駅 (IRTブロードウェイ-7番街線)
181丁目駅（181ちょうめえき、英語: 181st Street）は、マンハッタン区ワシントンハイツのセント・ニコラス・アベニューと181丁目の交差点に位置するニューヨーク市地下鉄IRTブロードウェイ-7番街線の駅である。1系統が終日停車する。

## 駅構造
| G        | 地上階                       | 出入口 （改札-中間階間にエレベーターあり。注記：ホーム、出入口は身障者非対応。） |
| M        | 改札階                       | 改札、駅員詰所、メトロカード自動券売機                                           |
| P ホーム | 相対式ホーム、右側ドアが開く | 相対式ホーム、右側ドアが開く                                                     |
| P ホーム | 北行線                       | ← ヴァン・コートラント・パーク-242丁目駅行き（191丁目駅）                        |
| P ホーム | 南行線                       | → サウス・フェリー駅行き（168丁目駅）→                                           |
| P ホーム | 相対式ホーム、右側ドアが開く |                                                                                  |

この駅は地表から120フィート下に位置し、エレベーター4基を備える。相対式ホーム2面2線を有し両ホームは橋で接続されている。火災時用の非常階段が1組だけあり、通常は利用客全員がエレベーターを利用する。この駅はイェシーバー大学とジョージ・ワシントン・ブリッジを利用するのに便利である。
この駅は2005年にアメリカ合衆国国家歴史登録財に指定された。
当駅は現在もホームへのエレベーターに操作係がいる数少ない駅の1つである。

## 天井崩壊事故

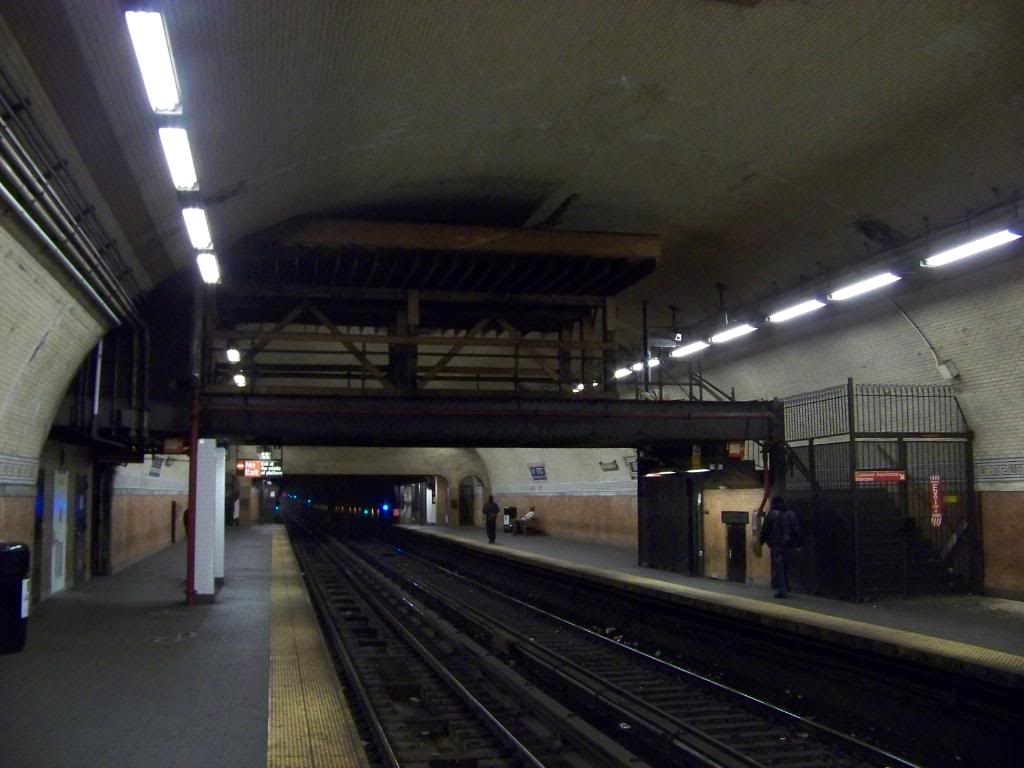
2009年の天井崩壊事故発生前の駅概観

2009年8月16日（日曜日）の午後10時30分頃、駅の屋根の内側を覆うレンガが25フィートにわたって崩壊し、上下線と各ホームに落下した。レンガは高さ35フィートのカーブした天井から落下した。この事故による負傷者はいなかった。この影響で、1系統が8日間、168丁目駅-ダイクマン・ストリート駅間で上下線とも運行を中止した。MTAは運行再開まで168丁目駅-ダイクマン・ストリート駅間で無料のシャトルバス・サービスを提供した。崩壊の原因は調査中である。2009年8月24日（月曜日）の朝に1系統の起終点を結ぶ列車が181丁目駅を通過扱いとして運行を再開した。駅は2009年8月31日に営業を再開した。
ニューヨークシティー・トランジット・オーソリティーのチーフアーキテクト Judith M. Kunoff によると、この駅では2007年にも部分的な天井崩壊事故が発生していた。
なお、NY1によると、駅の修理には3000万ドルかかりその工事は2012年末までには開始されなかった。